# Mikroregion Paulo Afonso

Mikroregion Paulo Afonso

Mikroregion Paulo Afonso – mikroregion w brazylijskim stanie Bahia należący do mezoregionu Vale São-Franciscano da Bahia. Ma powierzchnię 12.278,84590 km²

## Gminy
- Abaré
- Chorrochó
- Glória
- Macururé
- Paulo Afonso
- Rodelas